# Quiriguá
| Quiriguá\| Localisation du Guatemala en Amérique centrale \| |
| Localisation du Guatemala en Amérique centrale               |

| Localisation du Guatemala en Amérique centrale |

| Quiriguá\| Localisation du Guatemala en Amérique centrale \| |
| Localisation du Guatemala en Amérique centrale               |

| Localisation du Guatemala en Amérique centrale |

Quiriguá est un site archéologique maya situé dans la vallée du Motagua, sur la ligne ferroviaire reliant Puerto Barrios à Guatemala, dans le département d'Izabal au Guatemala. Il est inscrit depuis 1981 sur la liste du Patrimoine mondial de l'Unesco.

## Liste des rois de Quirigua
Cette liste, très incomplète en l'état de nos connaissances, comporte des noms mayas, des sobriquets employés par les mayanistes ou simplement des numéros.
- Tok Casper (à cause de la ressemblance du glyphe qui le désigne avec Casper le gentil fantôme)                      (vers 426)
- Tutuum Yohl K'inich              (vers 455)
- Souverain 3                      (vers 480)
- Souverain 5                      (vers 652)
- K'ak' Tiliw Chan Yopaat alias « Cauac-Ciel »          (724-785)
- Ciel-Xul                         (785-795)
- Jade-Ciel                        (vers 800-810)

## Histoire
Le site, relativement petit, doit son importance à sa situation au bord du fleuve Motagua, qui assure le contrôle de la route commerciale qui relie les gisements d'obsidienne et surtout de jade de l'intérieur des terres à la Mer des Caraïbes. Il n'existe que quelques rares traces d'occupation à la fin de l'Époque préclassique et au début de l'Époque classique. L'histoire de Quiriguá débute véritablement en 426, avec l'intronisation de son premier souverain, connu sous le sobriquet de « Tok Casper », sous l'égide du premier roi de Copán Yax k'uk' Mo'. Au cours des trois siècles qui suivent, l'histoire de Quiriguá est particulièrement obscure. À la fin du VIe ou au début du VIIe siècle, les constructions du Classique ancien disparaissent sous les alluvions déposées par une catastrophe naturelle et un nouvel épicentre, celui du site actuel, se développe. Pendant cette longue période, Quiriguá semble être demeuré un satellite de Copán. En 724, un nouveau roi, K'ak Tiliw Chan Yopaat, est intronisé sous la supervision de Waxaklajuun Ub'aah K'awiil, le treizième souverain de Copán. C'est sous son règne, en 734, qu'apparaît pour la première fois sur un monument le glyphe-emblème de Quiriguá, signe d'indépendance ou à tout le moins revendication d'indépendance. En 738, sans doute avec l'appui de Calakmul, K'ak Tiliw s'empare du roi de Copán et le décapite. L'indépendance acquise par Quiriguá assure à K'ak Tiliw et à ses successeurs les ressources matérielles nécessaires à l'érection des monuments somptuaires (voir ci-dessous), auxquels le site doit sa réputation touristique. La dernière inscription en compte long de Quiriguá date de 810. Les spécialistes considèrent que la cessation de ces inscriptions dans un site donné est l'indice de l'effondrement du système politique de la royauté sacrée, caractéristique de l'Époque classique dans les Basses-Terres maya. Nous ignorons comment a fini le règne de Jade-Ciel, le dernier roi connu de Quiriguá. Les activités de construction ont cependant encore continué quelques années après 810, et l'on y a retrouvé de la céramique plombée, un des marqueurs du début de la période postclassique.

## Histoire contemporaine
Le site fut découvert en 1840 par Frederick Catherwood, l'associé de John Lloyd Stephens. Ce dernier nourrissait des projets grandioses :
«... ces monuments présentent l'avantage d'être situés à moins de deux kilomètres d'une rivière. Le terrain du site est plat jusqu'à la rive, et le fleuve est navigable à partir de là. La cité pourrait être transportée dans son entier à New-York pour y être reconstituée.»
Il tenta de faire l'acquisition du site mais y renonça, le prix demandé étant trop élevé. 
Quiriguá fut ensuite exploré par Alfred Maudslay en 1881, 1882, 1883 et finalement en 1894. Dans des conditions difficiles - le site était envahi par la végétation - Maudslay entreprit la tâche ingrate de rassembler une documentation sur le site, sous forme de plans et de photographies, mais surtout de moulages en papier mâché et en plâtre de Paris. Pour un seul monument, le Zoomorphe P (voir ci-dessous), pas moins de six cents moules différents et deux tonnes de plâtre furent nécessaires. Ces moulages sont actuellement conservés au British Museum de Londres. 
De 1915 à 1934, Sylvanus Morley y effectua des travaux de fouilles et de restauration pour le compte de la Carnegie Institution. De 1974 à 1980, une équipe de l'Université de Pennsylvanie y travailla sous la direction de Robert J. Sharer.

## Le site archéologique
Quiriguá se trouvait jadis au bord du fleuve Motagua. Le lit de ce cours d'eau se trouve maintenant à 1 km au sud du groupe principal du site. La disposition générale de ce groupe est très semblable à celle du groupe principal de Copán : du nord au sud, on rencontre la Grande Place, la Place du jeu de balle et l'Acropole.
On n’y trouve pas de hautes pyramides, mais le lieu est renommé pour la légèreté et la grâce de ses stèles en grès sculpté, et ses étranges autels, énormes blocs zoomorphes auxquels on a donné la forme de monstres fantastiques du ciel, où se combinent harmonieusement la masse et la complexité des détails.

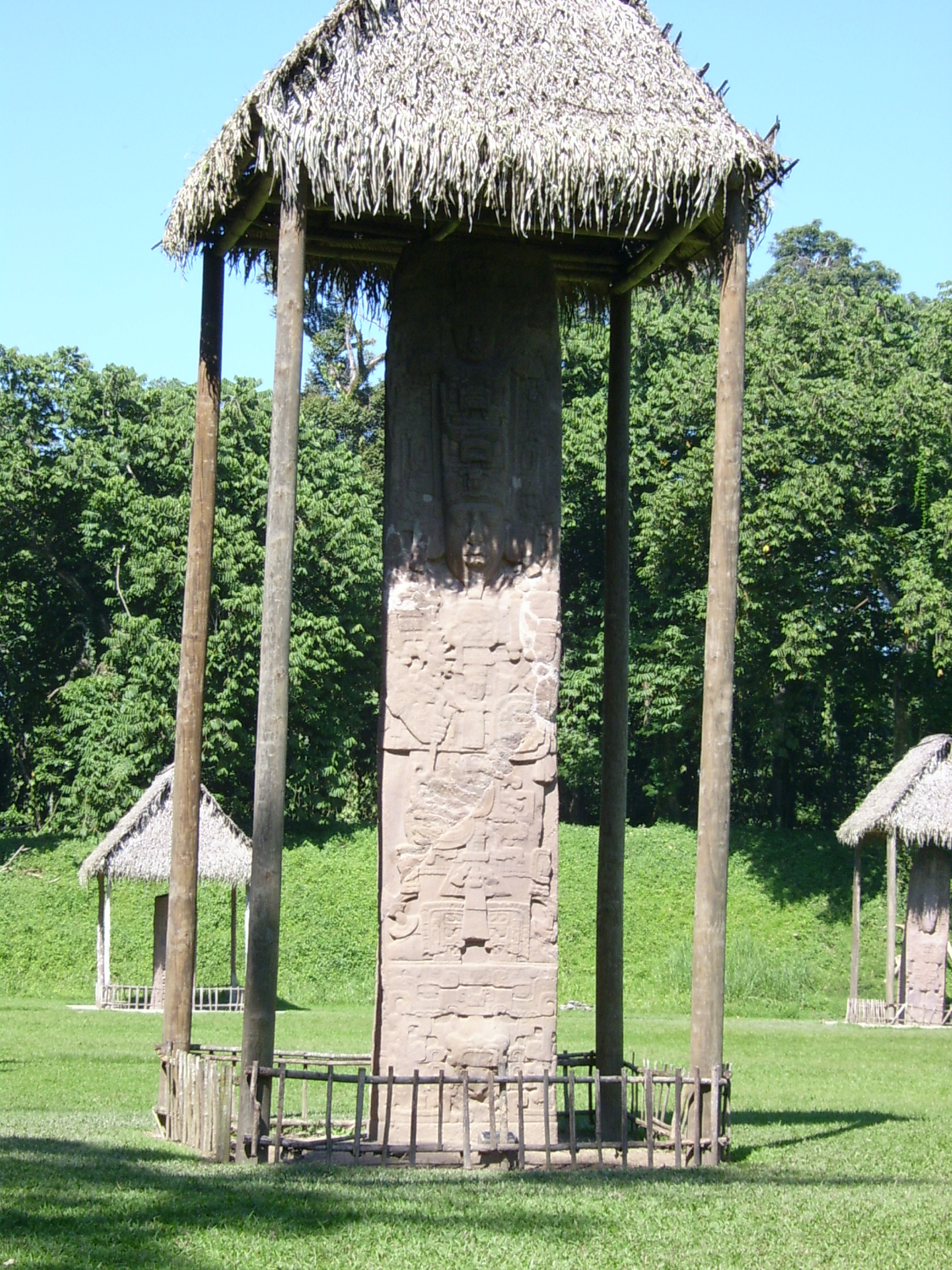
Stèle E

Le souverain de Quiriguá, K'ak' Tiliw Chan Yopaat alias « Cauac Ciel », semble avoir été saisi d'une frénésie de construction après avoir capturé et sacrifié son suzerain, le roi de Copán Waxaklajuun Ub'aach K'awiil. Visiblement soucieux de surpasser l'ensemble de stèles érigées par ce dernier sur la Grande Place de Copan, K'ak Tiliw Chan Yopaat fait ériger tous les cinq ans une stèle sur la Grande Place de Quiriguá : la stèle S (746), la stèle H (751), la stèle J (756), la stèle F (761), la stèle D (766) et enfin la stèle E (771).
La facture des stèles diffère sensiblement de celles de Copán. Le souverain est certes présenté de face, mais le corps est taillé en bas-relief et la tête est à l'intérieur d'une espèce de niche. Certaines parties du corps débordent sur les côtés. Elles sont surtout célèbres par leur gigantisme. Les trois dernières sont parmi les plus grandes du monde maya. La stèle E atteint 11 mètres et pèse une trentaine de tonnes. La stèle D présente des exemples rarissimes de glyphes « à corps complet », où les glyphes stylisés sont remplacés par des corps entiers de divinités ou d'animaux. La virtuosité de ces glyphes, que l'on ne rencontre qu'à Palenque ou Copán, est telle que certains auteurs ont émis l'hypothèse selon laquelle ils ont été réalisés par des artistes de Copán capturés en même temps que leur roi. Sur la Stèle J se trouve une inscription comportant le glyphe «couper», pour désigner la décapitation de Waxaklajuun Ub'aah K'awiil. La Stèle C, quant à elle, relate un des événements les plus importants de la mythologie maya : la création selon les Mayas du monde actuel accompagnée de sa date en Compte long; 13.0.0.0.0 4 Ajaw 8 Kumk'u, qui correspond au 13 août 3114 av. J.-C. Le texte, qui reste obscur, fait allusion à trois pierres, qui symbolisent le centre du monde pour les Mayas.

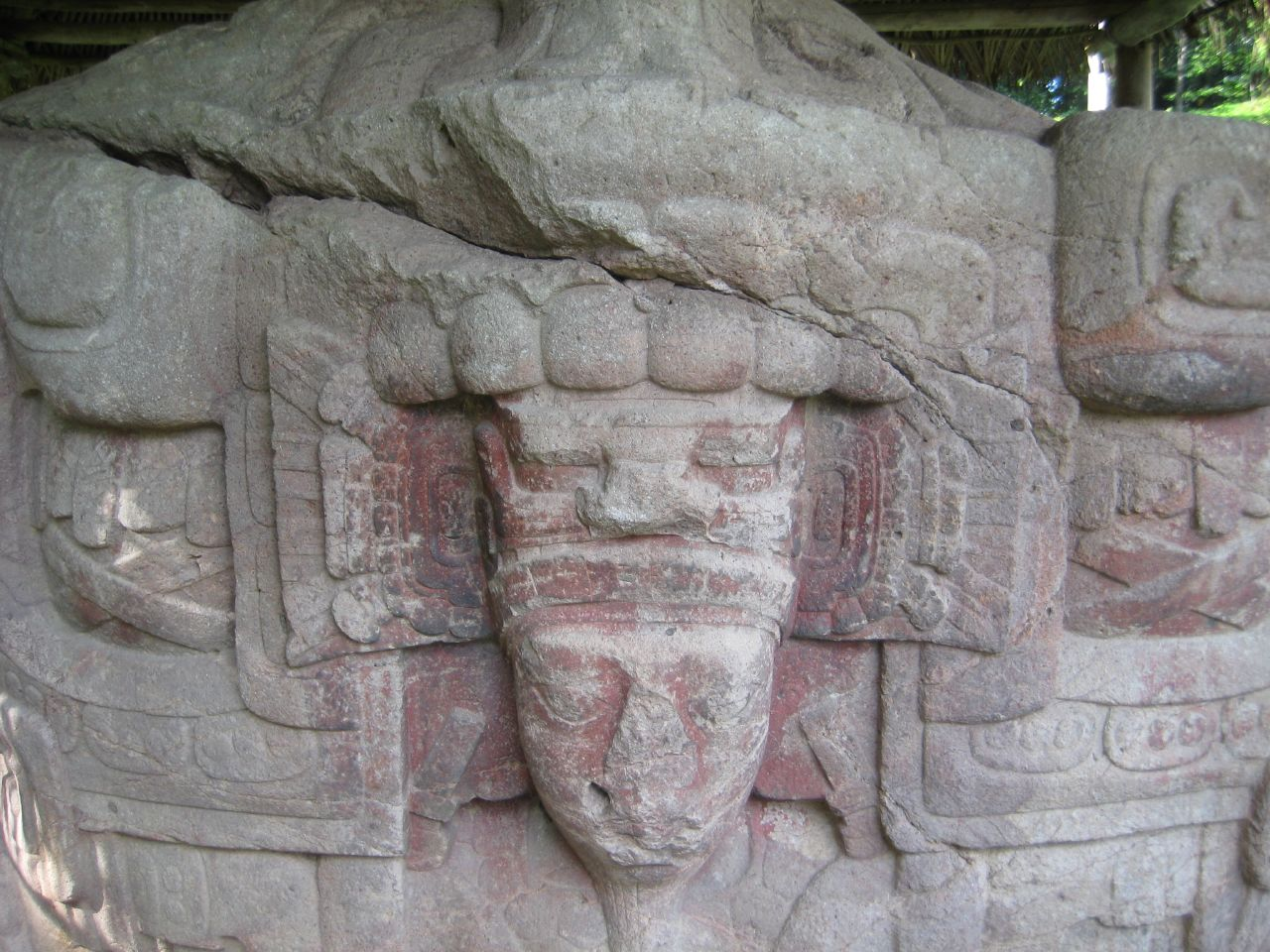
Zoomorphe B

À la fin de son règne, K'ak' Tiliw fait ériger un monument d'un type nouveau: le zoomorphe B (780). Par «zoomorphes» les mayanistes désignent d'énormes blocs de pierre de rivière, de forme irrégulière, dont la surface est sculptée de créatures composites où l'on retrouve des éléments de jaguar, de tortue, de crapaud ou encore d'oiseau. Le zoomorphe B est un monolithe de 1,90 m de haut, 4,60 m de long et 3,35 m m de large. Une de ses faces représente le souverain surgissant de la gueule du Monstre terrestre. Il conserve des traces de peinture. Le souverain suivant, Ciel-Xul, délaissant complètement les stèles, fera ériger trois monuments de ce type: le zoomorphe G (785), le zoomorphe O (790) et le zoomorphe P (795), qui pèse plus de vingt tonnes. Le dernier souverain connu de Quiriguá, Jade-Ciel, en revient à l'érection de stèles (I et K). Le contraste est frappant entre ces monuments de dimensions modestes et à l'aspect trapu, et les gigantesques stèles de K'ak' Tiliw. Ceci incline les archéologues à penser que le dernier souverain de Quiriguá n'était plus en mesure de mobiliser des ressources de la même ampleur que son prédécesseur, un phénomène qu'il faut situer dans le cadre de la crise qui secoue les cités maya des Basses-Terres du sud au IXe siècle.

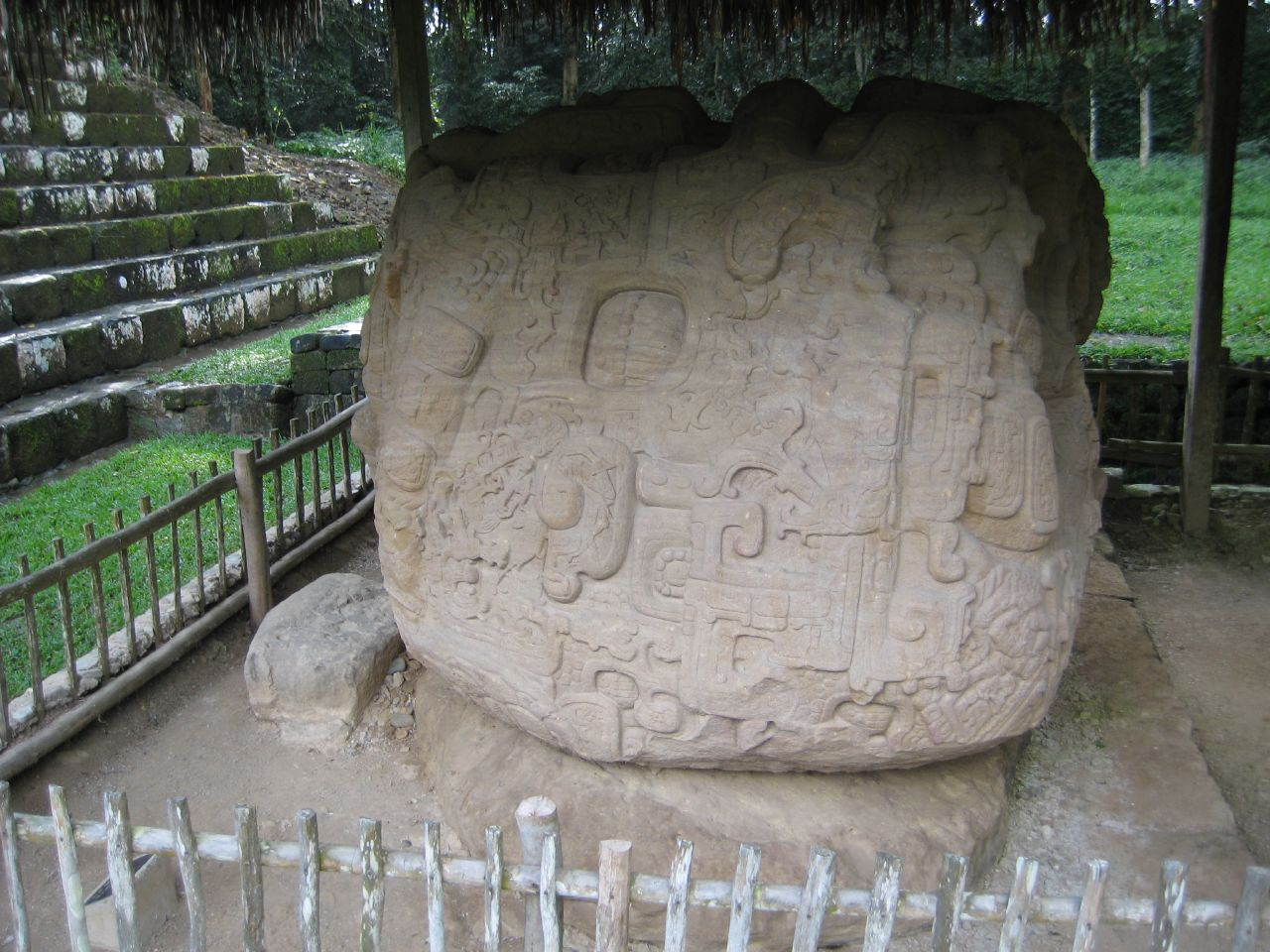
Zoomorphe P vu de côté